# John Ambler Smith

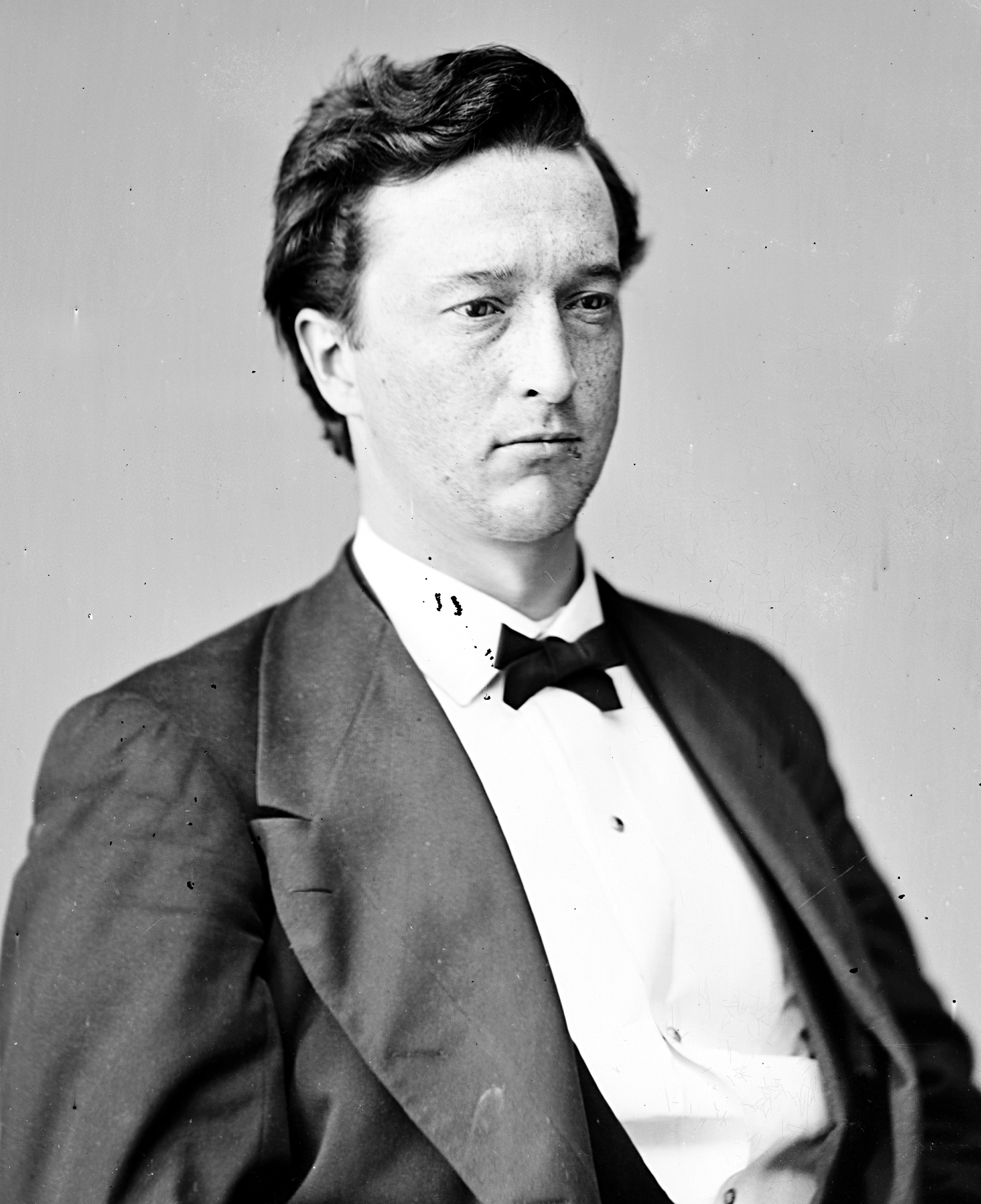
John Ambler Smith

John Ambler Smith (* 23. September 1847 im Dinwiddie County, Virginia; † 6. Januar 1892 in Washington, D.C.) war ein US-amerikanischer Politiker. Zwischen 1873 und 1875 vertrat er den Bundesstaat Virginia im US-Repräsentantenhaus.

## Werdegang
John Smith besuchte die öffentlichen Schulen seiner Heimat und die David Turner’s High School in Richmond. Nach einem anschließenden Jurastudium am Richmond College und seiner 1867 erfolgten Zulassung als Rechtsanwalt begann er in Richmond in diesem Beruf zu arbeiten. Außerdem fungierte er als Bezirksstaatsanwalt. Damals wurde er Mitglied der  Republikanischen Partei. Im Jahr 1869 wurde er in den Senat von Virginia gewählt.
Bei den Kongresswahlen des Jahres 1872 wurde Smith im dritten Wahlbezirk von Virginia in das US-Repräsentantenhaus in Washington gewählt, wo er am 4. März 1873 die Nachfolge von Charles H. Porter antrat. Da er im Jahr 1874 von seiner Partei nicht mehr zur Wiederwahl nominiert wurde, konnte er bis zum 3. März 1875 nur eine Legislaturperiode im Kongress absolvieren. Nach dem Ende seiner Zeit im US-Repräsentantenhaus praktizierte John Smith wieder als Anwalt. Außerdem wurde er Mitglied einer Einwanderungskommission. Er starb am 6. Januar 1892 in der Bundeshauptstadt Washington.